# Vito Lattanzio

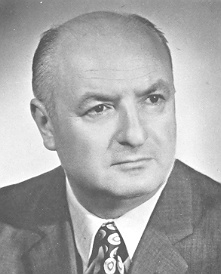
Vito Lattanzio

Vito Lattanzio (* 31. Oktober 1926 in Bari, Apulien; † 31. Oktober 2010 ebenda) war ein italienischer Politiker der Democrazia Cristiana (DC).

## Leben
Nach dem Schulbesuch studierte er Medizin und war später als Chirurg tätig. Seine politische Laufbahn begann er als Kandidat der Democrazia Cristiana 1958 mit der erstmaligen Wahl zum Mitglied der Deputiertenkammer (Camera dei deputati). In dieser vertrat er bis 1992 die Interessen des Wahlkreises Bari.
Im April 1970 wurde er von Ministerpräsident Mariano Rumor zum Unterstaatssekretär im Verteidigungsministerium und bekleidete dieses Amt auch in den nachfolgenden Kabinetten der Ministerpräsidenten Emilio Colombo und Giulio Andreotti bis zum Juni 1972. Das Amt des Unterstaatssekretärs im Verteidigungsministerium hatte er auch im 4. Kabinett von Ministerpräsident Rumor zwischen Juli 1973 und März 1974 inne.
Am 29. Juli 1977 berief ihn Ministerpräsident Andreotti zum Verteidigungsminister Italiens. Von diesem Amt trat er am 18. September 1977 zurück, nachdem dem Kommandeur der Sicherheitspolizei (SiPo) und des SD in Rom während der Zeit des Nationalsozialismus, Herbert Kappler, einen Monat zuvor die Flucht aus dem Militärkrankenhaus Ospedale Militare Celio in Rom und anschließend in die Bundesrepublik Deutschland geglückt ist.
Im Anschluss übernahm er jedoch das Amt des Verkehrsministers in der Regierung Andreottis und behielt dieses Amt bis zum 11. März 1978. Zwischen 1983 und April 1988 war er Vizepräsident der Abgeordnetenkammer.
Am 13. April 1988 wurde er von Ministerpräsident Ciriaco De Mita als Minister ohne Geschäftsbereich mit der Koordination des Zivilschutzes in dessen Kabinett berufen. Diese Position bekleidete er danach auch im 6. Kabinett Andreotti bis zum 12. April 1991. Zuletzt war er zwischen dem 12. April 1991 und dem 24. April 1992 Minister für Außenhandel in Andreottis 7. Regierung.